# Listă de filme de acțiune din 2012
Aceasta este o listă de filme de acțiune din 2012:
| Titlu                                                                 | Regizor                         | Actori                                         | Țară                       | Sub-Gen/Note     |
| --------------------------------------------------------------------- | ------------------------------- | ---------------------------------------------- | -------------------------- | ---------------- |
| Act of Valor                                                          | Scott Waugh, Mike "Mouse" McCoy | Emilio Rivera, Roselyn Sanchez, Alex Veadov    | Statele Unite ale Americii | [ 1 ]            |
| Ghost Rider: Spirit of Vengeance ro.: Ghost Rider: Demonul răzbunării | Mark Neveldine, Brian Taylor    | Nicolas Cage, Ciarán Hinds, Violante Placido   | Statele Unite ale Americii | [ 2 ]            |
| Safe House ro.: Casa conspirativă                                     | Daniel Espinosa                 | Denzel Washington, Ryan Reynolds, Vera Farmiga | Statele Unite ale Americii | acțiune thriller |
| Underworld: Awakening ro.: Lumea de dincolo: Trezirea la viață        | Mans Marlind, Bjorn Stein       | Kate Beckinsale, Stephen Rea, Michael Ealy     | Statele Unite ale Americii | [ 4 ]            |
| The Viral Factor                                                      | Dante Lam                       | Jay Chou, Lin Peng, Nicholas Tse               | Hong Kong                  | [ 5 ]            |